# Francisco Salazar (político peruano)
Francisco Salazar fue un político peruano. 
Fue miembro titular del Congreso Constituyente de 1822 por Puno y miembro suplente por el departamento de Tarma. Dicho congreso constituyente fue el que elaboró la primera constitución política del país.
El 19 de julio de 1823, en Trujillo, Riva Agüero decretó la disolución del Congreso y estableció un senado, conocido como "Senado de Trujillo", compuesto por diez vocales elegidos entre los mismos diputados, uno por cada departamento: Nicolás de Araníbar (Arequipa), Hipólito Unanue (Tarma), José Pezet (Cusco), Francisco Salazar (Puno), José Rafael Miranda (Ayacucho), Justo Figuerola (Huancavelica), Manuel de Arias (Lima), Toribio Dávalos (La Costa), José de Larrea (Huaylas) y Martín de Ostolaza (Trujillo). Este senado celebró 27 sesiones del 18 de septiembre al 18 de noviembre de 1823. Los diputados contrarios fueron enviados al sur.